# Alysicarpus heyneanus
Alysicarpus heyneanus är en ärtväxtart som beskrevs av Robert Wight och George Arnott Walker Arnott. Alysicarpus heyneanus ingår i släktet Alysicarpus och familjen ärtväxter.

## Underarter
Arten delas in i följande underarter:
- A. h. heyneanus
- A. h. ludens
- A. h. meeboldii